# Linha da Costa Oeste
A Linha da Costa Oeste (em sueco: Västkustbanan) é uma via férrea que liga Gotemburgo a Lund, através da costa ocidental da Suécia. 

Tem uma extensão de 300 km, via dupla na sua maior parte, e está completamente eletrificada.

## Itinerário
A linha atravessa as cidades:

- Gotemburgo
- Kungsbacka
- Varberg
- Falkenberg
- Halmstad
- Laholm
- Båstad
- Ängelholm
- Landskrona
- Helsingborg
- Lund

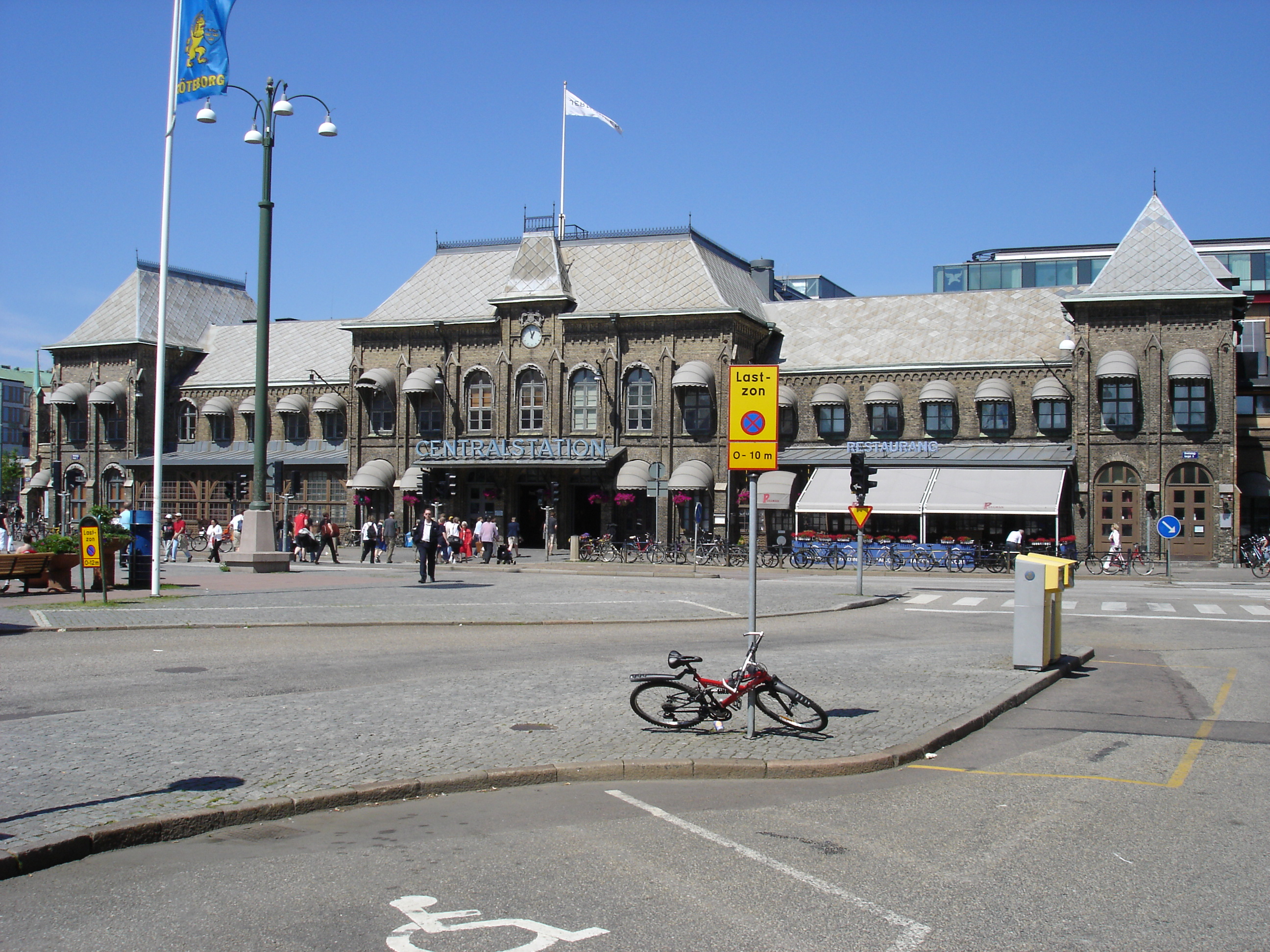
A Estação Central de Gotemburgo (Centralstationen)
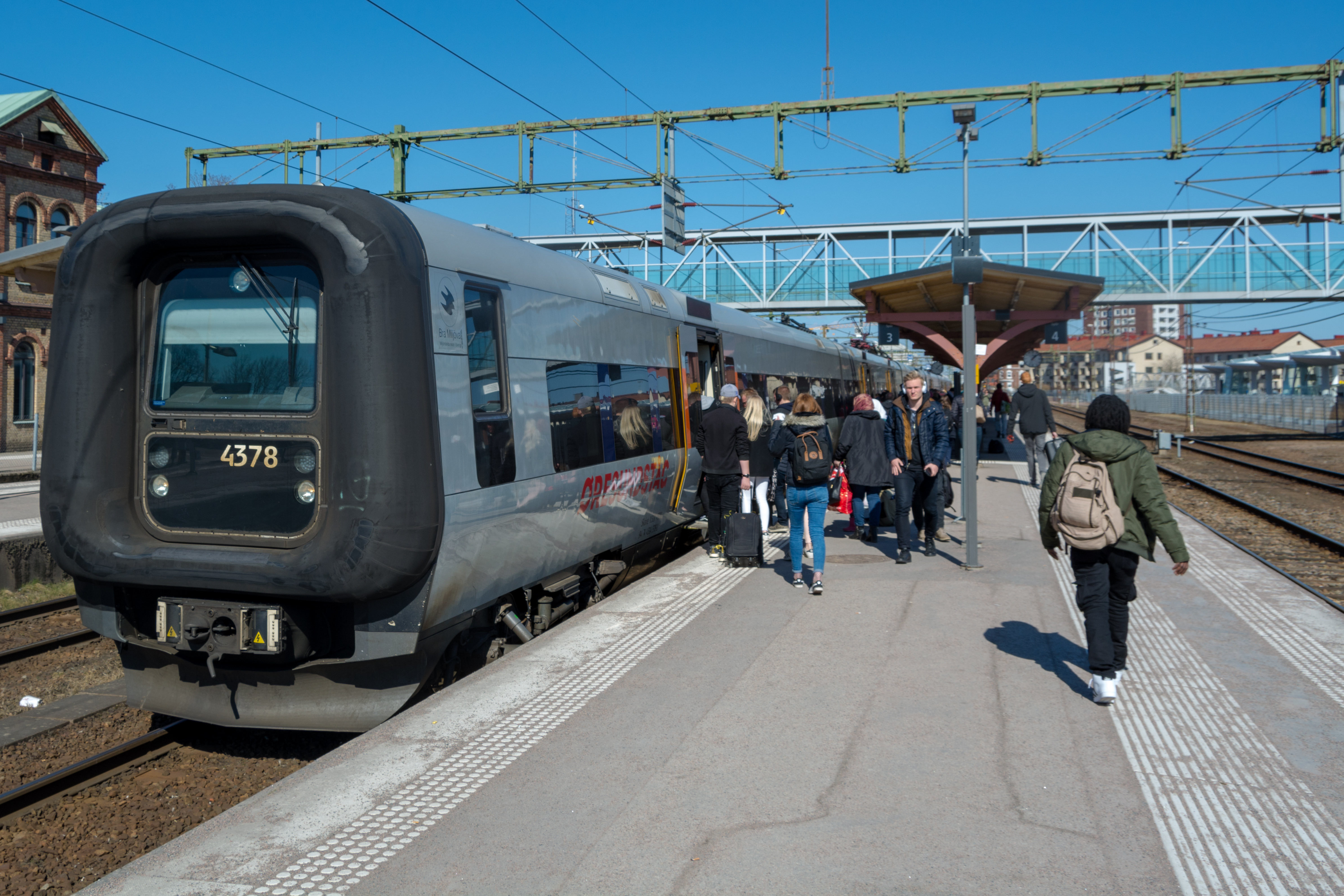
Halmstad
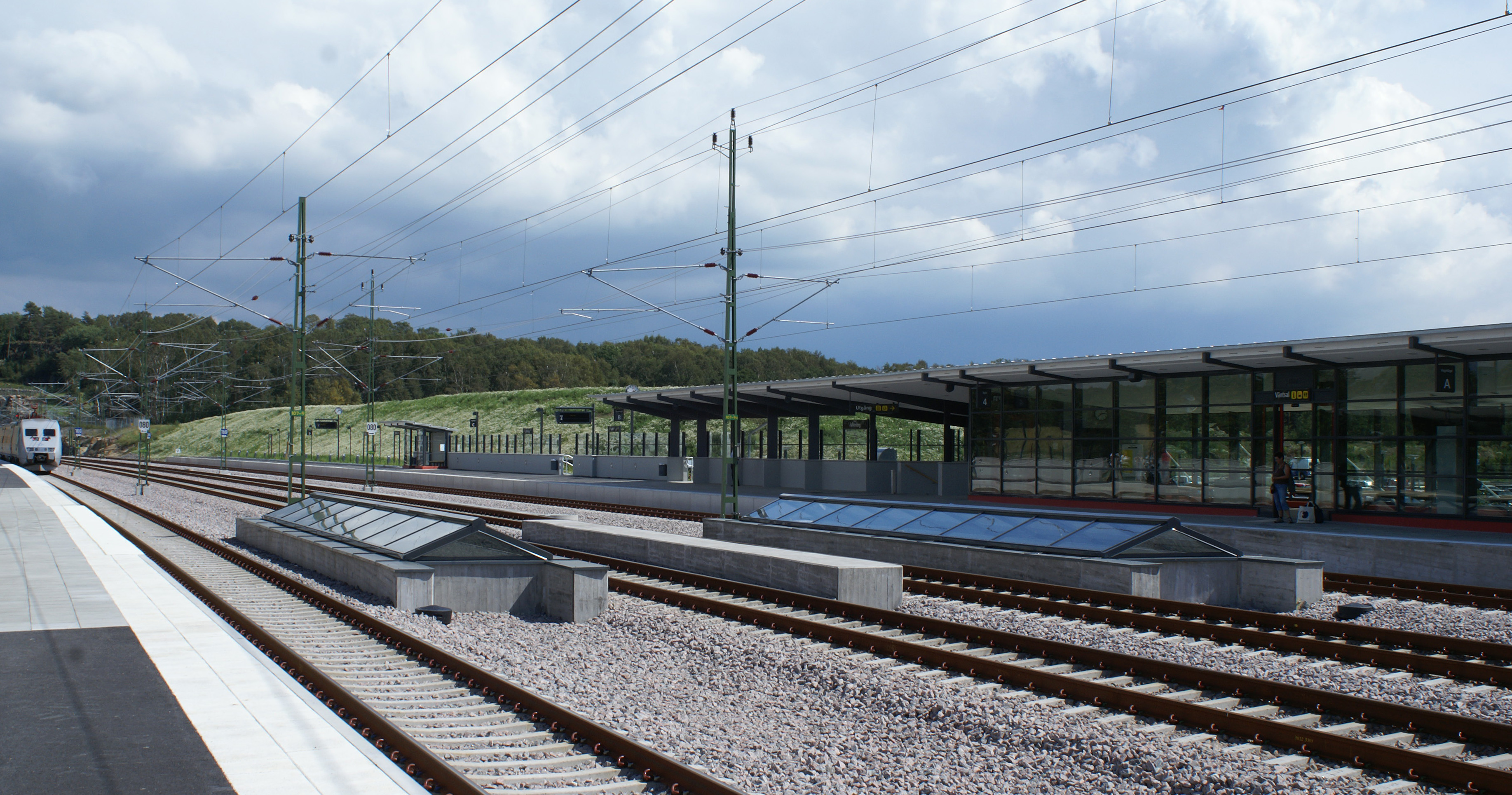
Falkenberg
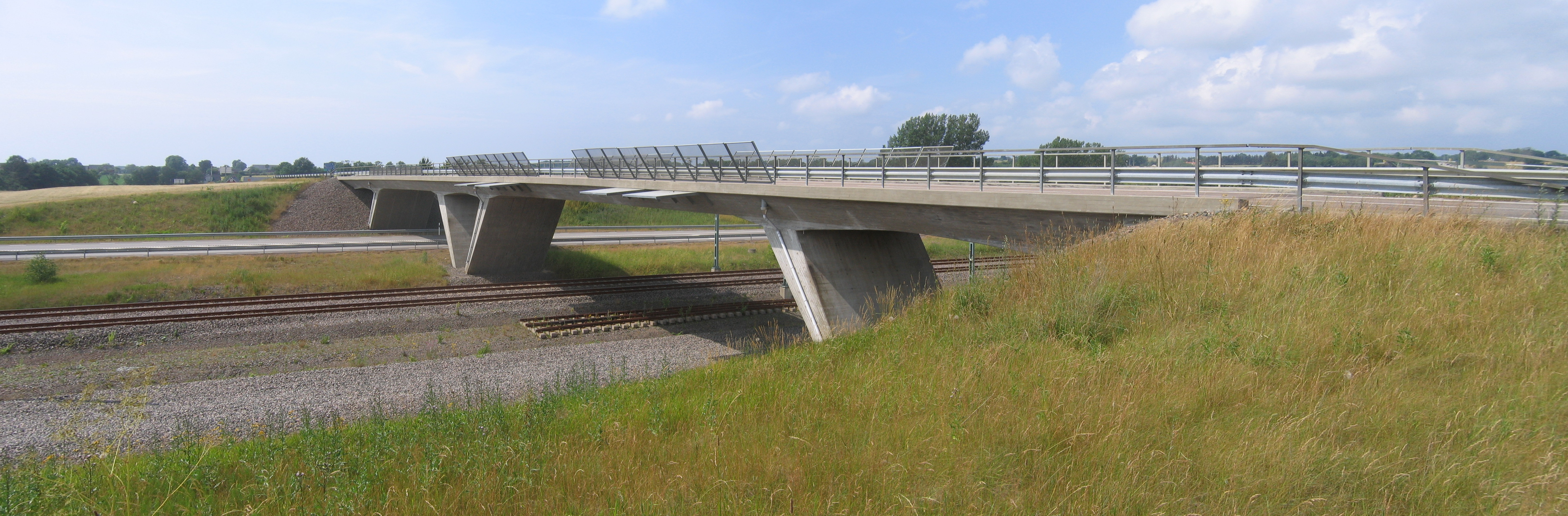
Cruzamento com ponte rodoviária em Förslöv